# Kuntur cardenasi
Kuntur cardenasi — викопний вид хижих птахів родини катартових (Cathartidae), що існував в пізньому міоцені в Південній Америці. Викопні рештки птаха знайдено у Перу..

## Назва
Назва роду Kuntur перекладається з мови кечуа як «кондор».